# Miroslava Špácová
Miroslava Špácová (* 23. Mai 1986) ist eine tschechische Biathletin.
Miroslava Špácová startet für Střelka Brno. Sie debütierte international 2006 beim Junioren-Weltcup in Obertilliach. Es folgte die Junioren-Weltmeisterschaft 2007 in Martell als erstes Großereignis. Špácová belegte die Plätze 43. im Einzel, 47. im Sprint und 43. im Verfolgungsrennen. Erfolgreicher verliefen die Junioren-Europameisterschaften des Jahres in Bansko, wo die Tschechin die Ränge elf im Einzel, 16 im Sprint und 12 im Verfolger erreichte. Zu Beginn der Saison 2007/08 debütierte sie in Geilo im Leistungsbereich. Ihr erstes Rennen, einen Sprint, beendete sie als Neunte mit einem ersten Top-Ten-Ergebnis. In Bansko konnte sie im Verlauf der Saison als Drittplatzierte im Sprint und der Verfolgung hinter Pawlina Filipowa und Eliška Švikruhová erreichte sie mit den Podiumsplatzierungen ihre bislang besten Ergebnisse in diesem Wettbewerb. In der Gesamtwertung wurde Špácová 13. Höhepunkt der Saison wurden die Biathlon-Europameisterschaften 2008 in Nové Město na Moravě. Mit Platz 41 im Einzel, 33 im Sprint und 23 in der Verfolgung erzielte sie durchwachsene Ergebnisse. Bessere Ergebnisse erbrachten die Europameisterschaften 2009 in Ufa mit den Rängen elf im Einzel, 18 im Sprint und 16 in der Verfolgung.
Im Sommer 2009 trat Špácová erstmals intensiver auch in den Crosslauf-Wettbewerben im Sommerbiathlon in Erscheinung. Im IBU-Sommercup 2009 startete sie bei den beiden ersten Sommercups der Saison. In Bystřice pod Hostýnem musste sie sich nur ihrer Landsfrau Veronika Hořejší geschlagen geben, in der Verfolgung schob sich die Deutsche Judith Wagner zwischen beide. Die folgenden Wettbewerbe in Sprint und Verfolgung gewann sie in Predajná beide. Bei den Sommerbiathlon-Europameisterschaften 2009 in Nové Město erreichte Špácová die Plätze 24 im Sprint und 22 im Massenstart.